# Okręg kosowski
Okręg Kosowo (serb. Kosovski okrug / Косовски округ) – okręg w południowej Serbii, w regionie autonomicznym Kosowo, istniejący w latach 1990–1999.
Okręg dzielił się na 10 gmin:
- Podujevo
- Prisztina
- Uroševac
- Obilić
- Glogovac
- Lipljan
- Kosovo Polje
- Štimlje
- Štrpce
- Kačanik